# Isla de Mitkof
La isla de Mitkof es una isla situada en Alaska, más concretamente en el Archipiélago Alexander en Estados Unidos. En el sureste de Alaska está situado en las coordenadas 56°40′00″N 132°47′00″O / 56.66667, -132.78333 y tiene una extensión de 539,7 km². Tiene una población de 3 364 habitantes. Su ciudad más poblada es San Petersburgo. La isla es llana con vegetación preponderante de musgos.

## Enlaces externos

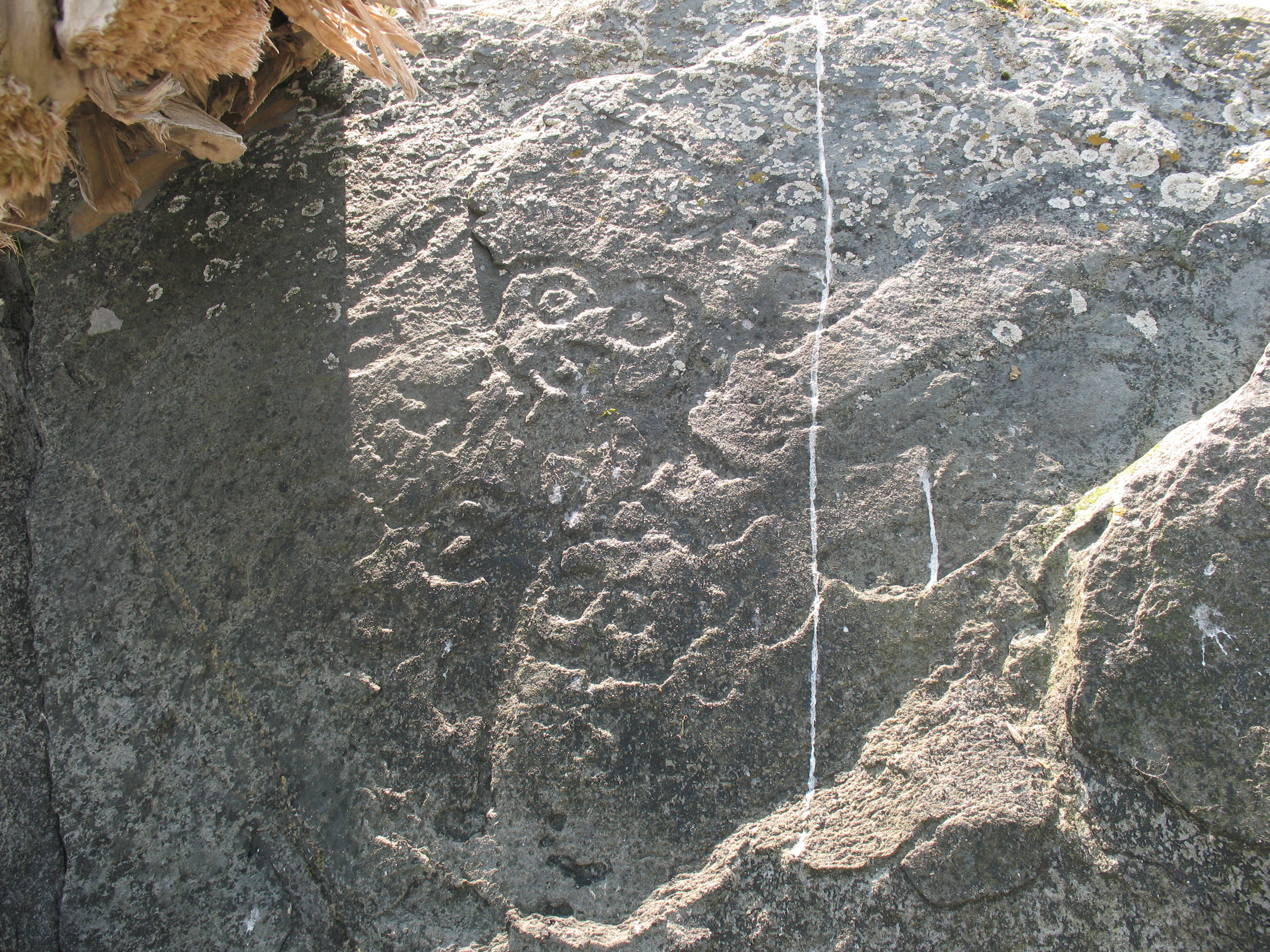
Petroglifo encontrado en la isla Mitkof.